# Filmfare Awards (1999)
44-я церемония награждения Filmfare Awards проводилась 21 февраля 1999 года, в городе Бомбей. На ней были отмечены лучшие киноработы на хинди, вышедшие в прокат до конца 1998 года.

## Главные награды

### Лучший фильм
Всё в жизни бывает 
- Непокорившийся судьбе
- Не надо бояться любить
- Любовь должна была случиться
- Предательство

### Лучший режиссёр
Каран Джохар – Всё в жизни бывает 
- Аббас-Мустан – Доброе имя
- Рам Гопал Варма – Предательство
- Сохаил Кхан – Не надо бояться любить
- Викрам Бхатт – Непокорившийся судьбе

### Лучший актёр
Шах Рукх Кхан – Всё в жизни бывает 
- Аамир Кхан – Непокорившийся судьбе
- Аджай Девган – Боль души
- Говинда – Напарники
- Салман Кхан – Не надо бояться любить

### Лучшая актриса
Каджол – Всё в жизни бывает 
- Каджол – Маньяк
- Каджол – Любовь должна была случиться
- Маниша Коирала – Любовь с первого взгляда
- Урмила Матондкар – Предательство

### Лучшая мужская роль второго плана
Салман Кхан – Всё в жизни бывает 
- Арбааз Кхан – Не надо бояться любить
- Манодж Баджпаи – Предательство
- Насируддин Шах – Месть и закон 2
- Ом Пури – Любовь должна была случиться

### Лучшая женская роль второго плана
Рани Мукхерджи – Всё в жизни бывает 
- Прити Зинта – Любовь с первого взгляда
- Ракхи – Доброе имя
- Шефали Шетти – Предательство
- Танви Азми – Маньяк

### Лучший комический актёр
Джонни Левер – Раджа жених 
- Анупам Кхер – Всё в жизни бывает
- Арчана Пуран Сингх – Всё в жизни бывает
- Джонни Левер – Всё в жизни бывает
- Кадер Кхан – Раджа жених

### Лучшая отрицательная роль
Ашутош Рана – Маньяк 
- Говинд Намдео – Предательство
- Мукеш Тивари – Месть и закон 2
- Шах Рукх Кхан – Двойник
- Шарат Саксена – Непокорившийся судьбе

### Лучший мужской дебют
Фардин Кхан – Обитель любви 

### Лучший женский дебют
Прити Зинта – Любовь с первого взгляда 

### Лучший сюжет
Боль души – Махеш Бхатт

### Лучший сценарий
Всё в жизни бывает – Каран Джохар

### Лучший диалог
Месть и закон 2 – Раджкумар Сантоши и К.К. Рэйна

### Лучшая музыка к фильму
Любовь с первого взгляда – Виджу Шах
- Напарники – Виджу Шах
- Всё в жизни бывает –  Джатин-Лалит
- Не надо бояться любить –  Джатин-Лалит
- Доброе имя – Ану Малик

### Лучшая песня к фильму
Любовь с первого взгляда – Гулзар for Chaiyya Chaiyya
- Любовь с первого взгляда – Гулзар for Ae Ajnabi
- Двойник – Джавед Ахтар for Mere Mehboob Mere Sanam
- Всё в жизни бывает – Самир for Всё в жизни бывает
- Всё в жизни бывает – Самир for Ladki Badi Anjaani Hai

### Лучший мужской закадровый вокал
Любовь с первого взгляда – Сукхвиндер Сингх for Chaiyya Chaiyya
- Непокорившийся судьбе – Аамир Кхан for Aati Kya Khandala
- Всё в жизни бывает – Кумар Сану for Ladki Badi Anjaani Hai
- Всё в жизни бывает – Udit Narayan for Всё в жизни бывает
- Не надо бояться любить – Kamaal Khan for O O Jaan e Jaana

### Лучший женский закадровый вокал
Любовь должна была случиться – Джаспиндер Нарула for Любовь должна была случиться 
- Месть и закон 2 – Alka Yagnik for Chamma Chamma
- Любовь с первого взгляда – Сапна Авасти for Chaiyya Chaiyya
- Рядом с тобой – Сандживани for Chori Chori
- Всё в жизни бывает – Alka Yagnik for Всё в жизни бывает

### Награда имени Р.Д. Бурмана
Kamaal Khan 

### Лучшая постановка боевых сцен
Доброе имя – Akbar Bakshi

### Лучшая работа художника-постановщика
Шармишта Рой — Всё в жизни бывает 

### За влияние в киноиндустрии
Предательство – Сендип Чоута

### Лучшая хореография
Любовь с первого взгляда – Фара Кхан for Chaiyya Chaiyya'

### Лучшая операторская работа
Любовь с первого взгляда – Сантош Сиван 

### Лучший монтаж
Предательство – Apurva Asrani and Bhanu Daya 

### Лучший звук
Предательство – H. Shridhar 

### Награда за пожизненные достижения
Манодж Кумар и Хелен 

### Специальная награда
Шекхар Капур 

### Сцена года
Непокорившийся судьбе 

## Выбор критиков

### Лучший фильм
Предательство 

### Лучшая актёр
Манодж Баджпаи – Предательство 

### Лучшая актриса
Шефали Шетти – Предательство 

## Наибольшее количество номинаций и побед
- Всё в жизни бывает – 8/17
- Предательство – 6/9
- Любовь с первого взгляда – 6/10